# Anti-inbraakstrips
Anti-inbraakstrips zijn twee metalen strips die het risico op inbraak dienen te verminderen. Eén strip wordt aan het kozijn bevestigd en de tweede aan de deur. Als de deur dan gesloten wordt, zal de sluitnaad volledig verdwenen zijn. Op deze manier zijn inbrekers niet in staat om de deur met een breekijzer open te breken, noch met een stuk plastic zogenaamd 'flipperen' de deur te openen.